# European Golden League 2023 (damer)
European Golden League 2023 i volleyboll startade 27 maj och pågick till 9 juli 2023. I turneringen deltog nio landslag från CEV:s medlemsförbund. Finallagen kvalificerade sig för FIVB Volleyball Challenger Cup 2023, medan det sista laget kan åka ner till European Silver League 2024. Ukraina vann turneringen genom att besegra  Sverige i finalen.
I Sverige marknadsfördes landslagets avslutande gruppspelsmatch mot Belgien som "rekordmatchen", då trycket på biljettförsäljningen gjort att matchen flyttats från Lunds Idrottshall till Sparbanken Skåne Arena och att antalet åskådare förväntades slå rekord för damvolleyboll i Sverige. Vilket också skedde.

## Regelverk

### Format
Tävlingen bestod av:
- Gruppspel med tre grupper om tre lag där alla mötte alla andra lag både hemma och borta.
- Det bästa laget i varje grupp samt den bästa tvåan gick vidare till slutspel. Den sämsta trean kan flyttads ner inför European Golden League 2024.
- Slutspel med semifinaler och final.[4]

### Metod för att rangordna lag
Om slutresultatet blev 3–0 eller 3–1 tilldelades 3 poäng till det vinnande laget och 0 till det förlorande laget; om slutresultatet blev 3–2 tilldelades 2 poäng till det vinnande laget och 1 till det förlorande laget. 
Rankningsordningen i serien definierades utifrån:
- Antal vunna matcher
- Poäng
- Kvot vunna / förlorade set
- Kvot vunna / förlorade poäng.
- Inbördes möte

## Deltagande lag
| Lag                     | Deltog senast               |
| ----------------------- | --------------------------- |
| Belgien                 | European League 2013        |
| Bosnien och Hercegovina | European Golden League 2022 |
| Frankrike               | European Golden League 2022 |
| Tjeckien                | European Golden League 2022 |
| Rumänien                | European Golden League 2022 |
| Slovakien               | European Golden League 2022 |
| Sverige                 | European Golden League 2019 |
| Ukraina                 | European Golden League 2022 |
| Ungern                  | European Golden League 2022 |

För spelartrupper, se spelartrupper under European Golden League 2023 (damer).

## Turneringen

### Gruppspel
| Grupp A                 | Grupp B   | Grupp C   |
| ----------------------- | --------- | --------- |
| Belgien                 | Tjeckien  | Frankrike |
| Bosnien och Hercegovina | Rumänien  | Ukraina   |
| Sverige                 | Slovakien | Ungern    |

#### Grupp A

##### Resultat
| 27 maj 2023 Sportcampus Lange Munte, Kortrijk Speltid: 1h 13min - Åskådare: 2 000 | Belgien                 | 3 - 0 | Bosnien och Hercegovina | 25-17, 25-18, 25-17              |
| 31 maj 2023 Lunds Idrottshall, Lund Speltid: 1h 57 min - Åskådare: 1 637          | Sverige                 | 3 - 1 | Bosnien och Hercegovina | 25-22, 26-24, 22-25, 25-22       |
| 3 juni 2023 Topsporthal, Beveren Speltid: 1h 40 min - Åskådare: 1 950             | Belgien                 | 3 - 1 | Sverige                 | 25-22, 25-14, 20-25, 25-17       |
| 10 juni 2023 Arena Zenica, Zenica Speltid: 1h 55 min - Åskådare: 1 100            | Bosnien och Hercegovina | 2 - 3 | Sverige                 | 25-21, 25-17, 13-25, 16-25, 8-15 |
| 14 juni 2023 Arena Zenica, Zenica Speltid: 1h 15 min - Åskådare: 1 050            | Bosnien och Hercegovina | 0 - 3 | Belgien                 | 23-25, 14-25, 18-25              |
| 17 juni 2023 Sparbanken Skåne Arena, Lund Speltid: 2h 2 min - Åskådare: 3 000     | Sverige                 | 3 - 1 | Belgien                 | 25-23, 26-28, 25-23, 25-15       |

##### Sluttabell
| Pos. | Lag                     | Pt | G | V | P | VS | FS | Kvot | VP  | FP  | Kvot  |
| ---- | ----------------------- | -- | - | - | - | -- | -- | ---- | --- | --- | ----- |
| 1.   | Belgien                 | 9  | 4 | 3 | 1 | 10 | 4  | 2,5  | 334 | 286 | 1,168 |
| 2.   | Sverige                 | 8  | 4 | 3 | 1 | 10 | 7  | 1,43 | 380 | 364 | 1,044 |
| 3.   | Bosnien och Hercegovina | 1  | 4 | 0 | 4 | 3  | 12 | 0,25 | 287 | 351 | 0.818 |

      Kvalificerat för semifinal

#### Grupp B

##### Resultat
| 27 maj 2023 Pitești Arena, Pitești Speltid: 1h:40 - Åskådare: 700   | Rumänien  | 1 - 3 | Slovakien | 22-25, 12-25, 25-19, 18-25 |
| 31 maj 2023 Sportovní Hala, Zlín Speltid: - Åskådare:               | Tjeckien  | 3 - 1 | Slovakien | 25-16, 22-25, 25-20, 25-11 |
| 3 juni 2023 Hala Ostravská univerzita, Ostrava Speltid: - Åskådare: | Tjeckien  | 1 - 3 | Rumänien  | 17-25, 25-15, 18-25, 16-25 |
| 8 juni 2023 Pitești Arena, Pitești Speltid: - Åskådare:             | Rumänien  | 1 - 3 | Tjeckien  | 25-16, 23-25, 26-28, 13-15 |
| 14 juni 2023 Mestská športová hala, Nitra Speltid: - Åskådare:      | Slovakien | 0 - 3 | Tjeckien  | 15-25, 20-25, 19-25        |
| 17 juni 2023 Mestská športová hala, Nitra Speltid: - Åskådare:      | Slovakien | 3 - 1 | Rumänien  | 25-18, 25-18, 19-25, 25-23 |

##### Sluttabell
| Pos. | Lag       | Pt | G | V | P | VS | FS | Kvot  | VP  | FP  | Kvot  |
| ---- | --------- | -- | - | - | - | -- | -- | ----- | --- | --- | ----- |
| 1.   | Tjeckien  | 9  | 4 | 3 | 1 | 10 | 5  | 2,0   | 344 | 303 | 1,135 |
| 2.   | Slovakien | 6  | 4 | 2 | 2 | 7  | 8  | 0,875 | 314 | 333 | 0,943 |
| 3.   | Rumänien  | 4  | 4 | 1 | 3 | 6  | 10 | 0,6   | 338 | 360 | 0,939 |

      Kvalificerat för semifinal

#### Grupp C

##### Resultat
| 27 maj 2023 Érd Aréna, Érd Speltid: 1h:53 - Åskådare: 580              | Ungern    | 1 - 3 | Ukraina   | 25-22, 25-27, 9-25, 23-25  |
| 28 maj 2023 Érd Aréna, Érd Speltid: 2h:01 - Åskådare: 300              | Ukraina   | 3 - 1 | Ungern    | 25-17, 22-25, 25-15, 26-24 |
| 4 juni 2023 Complexe Saint-Symphorien, Longeville Speltid: - Åskådare: | Frankrike | 1 - 3 | Ungern    | 20-25, 25-19, 22-25, 23-25 |
| 10 juni 2023 Érd Aréna, Érd Speltid: - Åskådare:                       | Ungern    | 1 - 3 | Frankrike | 20-25, 25-14, 15-25, 22-25 |
| 14 juni 2023 Sala Ceahlău, Piatra Neamț Speltid: - Åskådare:           | Ukraina   | 3 - 1 | Frankrike | 25-21, 25-17, 17-25, 25-11 |
| 18 juni 2023 Le Phare, Belfort Speltid: - Åskådare:                    | Frankrike | 3 - 1 | Ukraina   | 25-18, 21-25, 25-16, 25-21 |

##### Sluttabell
| Pos. | Lag       | Pt | G | V | P | VS | FS | Kvot  | VP  | FP  | Kvot  |
| ---- | --------- | -- | - | - | - | -- | -- | ----- | --- | --- | ----- |
| 1.   | Ukraina   | 9  | 4 | 3 | 1 | 10 | 6  | 1,667 | 369 | 333 | 1,108 |
| 2.   | Frankrike | 6  | 4 | 2 | 2 | 8  | 8  | 1,0   | 349 | 348 | 1,003 |
| 3.   | Ungern    | 3  | 4 | 1 | 3 | 6  | 10 | 0,6   | 339 | 376 | 0,902 |

      Kvalificerat för semifinal

### Slutspelsfasen
|  | Semifinaler | Semifinaler | Semifinaler | Semifinaler |   |    | Final   | Final | Final | Final |  |
|  |             |             |             |             |   |    |         |       |       |       |  |
|  | 1C          | Ukraina     | 3           | 3           |   |    |         |       |       |       |  |
|  | 1C          | Ukraina     | 3           | 3           |   |    |         |       |       |       |  |
|  | 1B          | Tjeckien    | 0           | 1           |   |    |         |       |       |       |  |
|  | 1B          | Tjeckien    | 0           | 1           |   | 1C | Ukraina | 3     | 3     |       |  |
|  |             |             |             |             |   | 1C | Ukraina | 3     | 3     |       |  |
|  |             |             | 2A          | Sverige     | 0 | 0  |         |       |       |       |  |
|  | 1A          | Belgien     | 2A          | Sverige     | 0 | 0  | 2       | 0     |       |       |  |
|  | 1A          | Belgien     |             |             |   |    |         |       |       |       |  |
|  | 2A          | Sverige     | 3           | 3           |   |    |         |       |       |       |  |

#### Semifinaler
| 25 juni 2023 Sala Polivalenta, Piatra Neamț Speltid: 18:00 Åskådare: | Ukraina  | 3 - 0 | Tjeckien | 25-22, 25-23, 25-17               |
| 25 juni 2023 Sparbanken Skåne Arena, Lund Speltid: 15.00 Åskådare:   | Sverige  | 3 - 2 | Belgien  | 24-26, 25-16, 16-25, 25-17, 18-16 |
| 28 juni 2023 Sport Hall Mír, Tábor Speltid: 18.00 Åskådare:          | Tjeckien | 1 - 3 | Ukraina  | 25-22, 11-25, 22-25, 16-25        |
| 28 juni 2023 Tomabel Hall, Roeselare Speltid: 20:00 Åskådare:        | Belgien  | 0 - 3 | Sverige  | 20-25, 26-28, 17-25               |

#### Final
| 6 juli 2023 Sala Polivalenta, Piatra Neamț Speltid: 18:00 Åskådare: | Ukraina | 3 - 0 | Sverige | 25-15, 25-20, 25-19 |
| 9 juli 2023 Sparbanken Skåne Arena, Lund Speltid: 16:00 Åskådare:   | Sverige | 0 - 3 | Ukraina | 17-25, 22-25, 30-32 |

## Slutplaceringar
| Pos      | Lag                     | Kvalificerat för                       |
| -------- | ----------------------- | -------------------------------------- |
|          | Ukraina                 | Volleyball Challenger Cup 2023         |
|          | Sverige                 | Volleyball Challenger Cup 2023         |
|          | Belgien                 |                                        |
| Tjeckien |                         |                                        |
| 5        | Frankrike               | Värd av Volleyball Challenger Cup 2023 |
| 6        | Slovakien               |                                        |
| 7        | Rumänien                |                                        |
| 8        | Ungern                  |                                        |
| 9        | Bosnien och Hercegovina |                                        |